# Разумовский, Михаил Витальевич
Михаи́л Вита́льевич Разумо́вский (род. 2 декабря 1961, Ленинград) — российский актёр театра и кино, заслуженный артист Российской Федерации (2008).

## Биография
В 1986 году окончил Ленинградский государственный институт театра, музыки и кинематографии, где занимался на курсе И. П. Владимирова. После этого работал в нескольких провинциальных и петербургских театрах. На сцене Театра на Литейном с успехом шёл спектакль «Дом спящих красавиц» в постановке Георгия Васильева, в спектакле были задействованы Михаил Разумовский и Марина Солопченко, пьеса Д. Г. Хуана в переводе Галины Коваленко, музыкальное оформление Дмитрия Тыквина. Сейчас М. Разумовский работает в Государственном драматическом Театре «На Литейном», а также играет в спектаклях «Белого театра», в «Русской антрепризе имени Андрея Миронова».

## Краткая фильмография
- 1978 «Ярославна, королева Франции» — паж
- 1979 «Место встречи изменить нельзя» — эпизод, (нет в титрах)
- 1987 «Приказ» — лётчик гитарист
- 1993 «Представление для...»
- 2001 «Агентство НЛС» — Уханов
- 2001 «Улицы разбитых фонарей 3» — Лёня Деркач
- 2002 «Агентство "Золотая пуля"» — Белов
- 2002 «Убойная сила 4» — врач в больнице
- 2003 «Бандитский Петербург. Фильм 4. Арестант» — Александр Андреевич Зверев (7 серия)
- 2003 «Бандитский Петербург. Фильм 5. Опер» — Александр Андреевич Зверев
- 2003 «Бандитский Петербург. Фильм 6. Журналист» — Александр Андреевич Зверев
- 2003 «Женский роман» — Сергей
- 2003 «Мангуст» — Градов
- 2004 «Неудержимый Чижов» — Валерий Валентинович Киржаев, автогонщик
- 2004 «Странствия и невероятные приключения одной любви» — Саша
- 2005 «Банкирши» — Андрей Тобанин
- 2005 «Бандитский Петербург. Фильм 7. Передел» — Александр Андреевич Зверев
- 2006 «Голландский пассаж» — Александр Андреевич Зверев
- 2006 «Прииск-2. Золотая лихорадка» — мафиози по кличке «Плазма»
- 2008 «Августейший посол»
- 2008 «Храни меня дождь» — Игорь, бывший возлюбленный Марианны
- 2007 «Ван Гог не виноват» — Денис
- 2007 «Литейный-4» (1 сезон) — Летов
- 2007 «Пером и шпагой» — граф Иван Шувалов, обер-камергер, генерал-лейтенант
- 2009 «Чёрный снег 2» — Степан Алексеевич Зацепин
- 2009 «Любовь под грифом "Совершенно секретно"-3» — Александр Мароев, криминальный авторитет
- 2009 «Стая» — артист Иноземцев
- 2009 «Черта» — врач
- 2009 «Слово женщине» — Степан Коломиец
- 2010 «Литейный-4» (4 сезон) — Цыган
- 2010 «Месть - искусство» — Андрей, компаньон Савельева
- 2010 «Морские дьяволы. Судьбы» — Рома
- 2010 «Шхера-18» — Семён Ленцман, главарь банды контрабандистов
- 2011 «Весна в декабре» — Захар
- 2011 «Встречное течение» — Сергей Павлович Морозов, полковник, начальник ЛОВД на МИРТ
- 2011 «Формат А4» — Роман Сергеевич
- 2011 «Опергруппа-2» — подполковник Федоров
- 2011 «Ярость» — Лука, партнер Самойлова
- 2012 «Груз» — Максим Лопахин
- 2012 «Дыши со мной» — Аркадий, муж Аллы
- 2012 «Икорный барон» — прокурор Гордеев
- 2012 «Люди там» — Альберт
- 2012 «Ржавчина» — Кирилл Валентинович Осинский, олигарх
- 2013 «Пепел» — Карнаухов, следователь НКВД
- 2013 «Тайны следствия-13» — Алексей Борисович Карпинский, адвокат
- 2014 «Обними меня» — Сергей Михайлович Хорькин (Хорёк), рецидивист
- 2014 «Половинки невозможного» — Владилен Петрович Печорский
- 2016 «От первого до последнего слова» — Михаил Ефимович, чиновник Минздрава
- 2016 «Шаман. Новая угроза» — Егор Беспалый
- 2017 «Гупёшка» — Лёнечка
- 2018 «Мельник» — Вадим Алексеевич Земляков, бизнесмен
- 2018 «Презумпция невиновности» — Степан Романович, главный редактор отдела криминальных новостей
- 2019 «Чужая» — Пётр Петрович Зеленский, пластический хирург
- 2019 «Нюхач 4» — Дмитрий Николаевич Платонов, хозяин галереи
- 2019 «Подкидыш» — Гавриил Глебович Сахно, главный врач «Бехтеревки»
- 2019 «Мост» — Геннадий Андреевич Соколов
- 2021 «Воскресенский» — адвокат Зуев

## Озвучивание
- 2001 «Сёстры» — Алик, отец (роль Романа Агеева)

## Личная жизнь
Жена Тамара.
Приёмный сын Владимир (1982), окончил математико-механический факультет СПБГУ.
Сын Пётр (1995) — участник групп: Kutman, Junkyard Storytellaz. Бывший участник групп: AL’KOV, Super Collection Orchestra.